# Myrmarachne iridescens
Myrmarachne iridescens är en spindelart som beskrevs av Banks 1930. Myrmarachne iridescens ingår i släktet Myrmarachne och familjen hoppspindlar. Inga underarter finns listade i Catalogue of Life.